# Death Note Другая тетрадь. Дело о серийных убийствах B. B. в Лос-Анджелесе
«Death Note Другая тетрадь. Дело о серийных убийствах B. B. в Лос-Анджелесе» (яп. アナザーノート — ロサンゼルスBB連続殺人事件 Анадза: но:то - Росандзэрэсу Би: Би: рэндзоку сацудзин дзикэн) — лайт-новелла японского автора Нисио Исина. Является спин-оффом и приквелом манги «Тетрадь смерти».

## Оформление и иллюстрации
Книга издавалась в твёрдой обложке. Продавалась в чехле из чёрной ткани, с чёрной лентой-закладкой и многоцветными рисунками, выполненными художником оригинальной манги Такэси Обатой. Кроме того, каждая глава предваряется черно-белой иллюстрацией того же художника, выполненной в стиле Ганса Гигера.

## Сюжет

### Описание
Повествование представляет собой предсмертное послание Мэлло, одного из главных персонажей «Тетради смерти». Он рассказывает, как был близок к L, лучшему детективу в мире, и рассказывает одну из трёх услышанных историй о важных делах L.

### События
В Лос-Анджелесе происходит три загадочных убийства, которые кажутся ничем не связанными между собой: убиты три совершенно разных человека, разных возрастов и социальных групп, тремя разными способами. Но при внимательном рассмотрении видно, что убийства наполнены тайными знаками и символами. Трупы находят в запертых изнутри комнатах, а на стенах висят японские ритуальные куколки вара-нингё.
Великий детектив L, о котором говорят, что он лучший в мире, никогда не брался за дело, если на кону не стоит хотя бы миллион долларов или жизни минимум десяти человек. Но в этом случае, он неожиданно начинает расследовать это дело, но так как L всегда действует дистанционно, через помощников, то и в этот раз, он просит помощи у Наоми Мисоры, временно отстранённого агента ФБР. Конечно, она не отказывается от сотрудничества с таким великим сыщиком. В квартире первой жертвы Мисора встречает молодого человека, обладающего странной внешностью и целым набором не менее странных привычек, который представляется частным детективом, расследующим эти убийства, по имени Рюдзаки.

## Персонажи
- Наоми Мисора — перспективный агент Федеральной Службы, отстранённая за провал предыдущего дела. Но это не останавливает L, когда он просит её о помощи в расследовании серии убийств.
- Рюдзаки — детектив, расследующий убийства по заказу родственников первой жертвы. Странно ведёт себя: сидит на стуле на корточках и постоянно ест сладкое. Выглядит также необычно: бледная кожа, растрёпанные волосы, тени под глазами. Но также обладает и неоспоримыми достоинствами — выдающимся умом, отличной логикой и необыкновенной памятью. В конце концов, оказывается, что это Бейонд Бёздей — бывший наследник L.
- L — лучший в мире детектив. Не участвует непосредственно в расследовании, но оказывает посильную помощь Мисоре в решении загадок.
- Мэлло — рассказчик, также один из претендентов на роль наследника L.
- Рей Пенбер — жених Наоми Мисоры. Также Агент ФБР. Лично не появляется, но несколько раз говорит с Мисорой по телефону и немного помогает ей в расследовании дела. Также пытается убедить её не возвращаться на работу в ФБР.
- Жертвы маньяка:
  - Белив Брайдсмэйд — первая жертва. Сорокачетырёхлетний писатель. Замок на двери на месте преступления закрыт изнутри. На каждой стене по кукле вара-нингё. Смерть наступила от удушения. На груди вырезаны римские цифры, намекающие на следующее убийство.
  - Квортер Квин — вторая жертва. Тринадцатилетняя девочка, из неблагополучного района. Найдена в запертой комнате. На стенах три вара-нингё. Убита тупым предметом ударом в переднюю часть головы. Выдавлены глаза и надеты очки, это указывает на место следующего убийство.
  - Бэкъярд Боттомслэш — третья жертва. Двадцативосьмилетняя банковская служащая. Комната, где произошло убийство заперта изнутри. Найдены две куколки вара-нингё. Умерла от потери крови, вследствие ножевых ранений: были отрезаны нога и рука. Руку убийца забрал с собой. Отсутствующая рука и расположение тела, является указанием на то, где произойдёт следующее преступление.
  - Блекберри Браун и Блюзхарп Бебисплит — возможные кандидатуры на роль четвёртой жертвы.
- Бейонд Бёздей (ББ, Б, Рюдзаки Рю) — претендент на роль наследника L, и по словам детектива, вероятный убийца. И в действительности им оказывающийся. Пытается завести в тупик лучшего в мире детектива величайшей загадкой — серий убийств, где сам становится четвёртой жертвой, совершая самосожжение, но его останавливает Наоми Мисора.
- Также Мэлло упоминает других персонажей манги —  Кира, Ниа, Ватари, Уэди и Айбер.
- Кратко рассказывается о других воспитанниках Дома Уэмми — А, первом преемнике L, который покончил с собой, не выдержав жизни под тенью великого детектива, и о X, Y, Z, последних воспитанниках дома Уэмми первого поколения, которые участвовали в соревновании L с детективами Койлом и Донувом.

## Критика и отзывы
Кэйси Бринза, рецензент AnimeNewsNetwork, хвалит необычный подход к персонажам оригинальной серии, роль Мэлло как рассказчика, иллюстрации Обаты и отличное издание книги, и критикует неясную логическую цепочку, не предполагающую активных размышлений читателей, и неправдоподобные имена жертв. Бринза заключает, что это лучший спин-оффовый роман от манги, публикуемой в журнале Shounen Jump, на американском рынке.